# Saint-Pierre-du-Lorouër

Saint-Pierre-du-Lorouër este o comună în departamentul Sarthe, Franța. În 2009 avea o populație de 373 de locuitori.